# Ненчини, Риккардо
Риккардо Ненчини (итал. Riccardo Nencini; 19 октября 1959, Барберино-ди-Муджелло, провинция Флоренция, Тоскана) — итальянский политик, национальный секретарь воссозданной Итальянской социалистической партии (2007—2019).

## Биография
Риккардо Ненчини родился 19 октября 1959 года в Барберино-ди-Муджелло (Тоскана), окончил лицей имени Данте (тот же, что и Маттео Ренци, но за несколько лет до него), изучал историю во флорентийском институте имени Чезаре Альфьери, в 2004 году получил почётную докторскую степень университета Лестера. С 1990 по 1995 год возглавлял отделение Итальянской социалистической партии во Флоренции и представлял её в коммунальном совете.
В 1992 году избран в Палату депутатов Италии XI созыва по списку ИСП и входил во фракцию этой партии до 1994 года, до истечения срока депутатских полномочий. С 1994 по 1999 год являлся депутатом Европейского парламента, входил во фракцию Партии европейских социалистов.
В декабре 2006 года Европейское бюро по борьбе с мошенничеством обратилось к Ненчини с требованием компенсировать его чрезмерные расходы на поездки и оплату личного секретариата как евродепутата (в размере соответственно 46 550 и 409 352 евро). 16 июля 2010 года Генеральный секретариат Европарламента потребовал от Ненчини произвести платёж, а он, в свою очередь, составил ходатайство об отмене этого требования. 4 июня 2013 года Европейский суд общей юрисдикции отклонил ходатайство Ненчини, поэтому он обратился с апелляцией в Суд Европейского союза, и 13 ноября 2014 года тот отменил решение низшей инстанции.
С 2000 по 2010 год Ненчини являлся председателем регионального совета Тосканы. 5 июля 2008 года на съезде Социалистической партии Ненчини был единогласно избран национальным секретарём, после чего по его инициативе партия приняла наименование Итальянская социалистическая партия, заявив себя таким образом правопреемницей старой ИСП. 11 июля 2010 года он был переизбран национальным секретарём (649 голосов делегатов съезда «за», 11 «против»); в том же году стал асессором регионального правительства Тосканы по вопросам бюджета и институциональным связям и оставался в этой должности до 2013 года.
В 2013 году избран в Сенат, входит в объединённую фракцию нескольких партий под названием «За автономию-ИСП-АДИзГ» (Gruppo Per le Autonomie (SVP-UV-PATT-UPT)-PSI-MAIE), 28 февраля 2014 года стал заместителем министра инфраструктуры и транспорта в правительстве Ренци.
29 декабря 2016 года назначен на должность младшего статс-секретаря Министерства инфраструктуры и транспорта в правительстве Джентилони.
В 2018 году переизбран в Сенат, с 2022 года не занимает никаких выборных государственных должностей.

## Личная жизнь
Риккардо в детстве учился во Флоренции в классическом лицее имени Данте (который позднее окончил Маттео Ренци) и победил в школьном конкурсе по творчеству великого поэта. Ненчини также был другом писательницы и журналистки Орианы Фаллачи и описал последние дни её жизни в книге «Я умру стоя» (Morirò in piedi). В числе написанных им книг есть также труд об истории велоспорта (известный велогонщик 1950-х годов Гастоне Ненчини был его дядей). С 2005 года находится под защитой полиции после своей жёсткой речи, посвящённой памяти убитого борца с ндрангетой в Калабрии Франческо Фортуньо.